# Soyer
Soyer – polski komediodramat z 2017 roku w reżyserii Łukasza Barczyka.

## Produkcja
Film został zrealizowany jako dyplom studentów Wydziału Aktorskiego Państwowej Wyższej Szkoły Filmowej, Telewizyjnej i Teatralnej im. Leona Schillera w Łodzi, studiujących w latach 2013–2018. Zdjęcia kręcono m.in. w mieszkaniu scenografa Grzegorza Małeckiego i Muzeum Kinematografii w Łodzi. Premiera filmu odbyła się 8 maja 2017 roku w Teatrze Nowym na otwarciu 35. Festiwalu Szkół Teatralnych w Łodzi. Premiera kinowa odbyła się 17 listopada 2017 roku.

## Fabuła
Przezwisko tytułowego bohatera, Soyer (Maciej Musiałowski), pochodzi od soi, głównego pokarmu, który je, w trosce o własne zdrowie i życie innych istot. Ponadto pija tylko wodę z własnego kranu, chcąc utrzymać równowagę biochemiczną organizmu Był leczony psychiatrycznie przez członków rodziny, sam jednak nie uważają siebie za chorego, a raczej zaś za Mesjasza. W związku z pobytem jako matki w szpitalu, odpowiedzialność za opiekę nad nim spadła na jego siostrę – Małgosię (Marianna Zydek) i jej męża – bankowca – Janka (Cezary Kołacz). Tytułowy bohater postrzega ich życie za zbyt skoncentrowane konsumpcjonizmie i konformizmie, w związku z czym postanawia wbrew ich woli odmienić ich życie, podczas wspólnej wycieczki w góry. Działaniom Soyera przyświeca motto: Kto ratuje jednego człowieka, ratuje cały świat.

## Obsada aktorska
- Maciej Musiałowski – Konrad Sadko „Soyer”
- Marianna Zydek – Małgośka, żona Janka
- Cezary Kołacz – Janek Bryl, mąż Małgośki
- Diana Krupa – kelnerka
- Kamil Wodka – kierownik sali
- Aleksandra Przesław – lekarka
- Agata Turkot – Anna Gawron
- Karolina Sawka – opiekunka lwów
- Dominik Ochociński – strażnik bankowy Andrzej Artymow
- Piotr Choma – strażnik bankowy Andrzej Rupszel
- Wojciech Lato – strażnik bankowy Karol Witt
- Tomasz Marczyński – sprzątacz/DJ
- Sergiusz Olejnik – Roman Sowa
- Michał W. Styczeń – Alota
- Aleksandra Chapko – Dancing Queen
- Edyta Torhan – matka Małgośki i „Soyera”
- Włodzimierz Press – profesor Kopytyński
- Mirosław Henke – dyrektor ZOO
- Andrzej Jakubczyk – ksiądz Orzeł
- Jakub Snochowski – dyrektor Iredyński
- Alicja Chapko – Renata
- Izabella Dudziak – pielęgniarka